# Лунка-Метешулуй
Лунка-Метешулуй (рум. Lunca Meteșului) — село у повіті Алба в Румунії. Входить до складу комуни Метеш.
Село розташоване на відстані 285 км на північний захід від Бухареста, 17 км на північний захід від Алба-Юлії, 73 км на південь від Клуж-Напоки.

## Населення
За даними перепису населення 2002 року у селі проживали 107 осіб, усі — румуни. Усі жителі села рідною мовою назвали румунську.